# Músquiz
Músquiz (Muskitz en euskera y de forma oficial) es una localidad española y un concejo de la Comunidad Foral de Navarra perteneciente al municipio de Imoz. 
Está situado en la Merindad de Pamplona, en la comarca de Ultzamaldea, en el valle de Imoz y a 24,5 km de la capital de la comunidad, Pamplona. Su población en 2014 fue de 36 habitantes (INE), su superficie es de 5,58 km² y su densidad de población es de 6,45 hab/km².

## Geografía física

### Situación
La localidad de Músquiz está situada en la parte Nordeste del municipio de Imoz. Su término concejil tiene una superficie de 5,58 km² y limita al norte con Eraso; al este con Oscoz; al sur con Latasa y al oeste con Beunza.
|               | Norte: Eraso |             |
| Oeste: Beunza |              | Este: Oscoz |
|               | Sur: Latasa  |             |

## Demografía

### Evolución de la población
| Gráfica de evolución demográfica de Musquiz entre 2000 y 2010 |
|                                                               |
| Datos según el nomenclátor publicados por el INE.             |